# Lhok Geulumpang (Setia Bakti)
Lhok Geulumpang is een bestuurslaag in het regentschap Aceh Jaya van de provincie Atjeh, Indonesië. Lhok Geulumpang telt 879 inwoners (volkstelling 2010).